# Miriam Saphira
Miriam Edna Saphira, de soltera Gibson CNZM, es una activista lesbiana, poeta, artista y psicóloga neozelandesa. Saphira fundó el único museo de cultura lésbica de Nueva Zelanda, el Charlotte Museum. Saphira recibió la Medalla Conmemorativa de 1990 de Nueva Zelanda, la Medalla del Centenario del Sufragio de Nueva Zelanda y en 2022 fue nombrada Compañera de la Orden del Mérito de Nueva Zelanda por sus servicios a la comunidad LGBTQIA+.

## Biografía
Saphira nació en 1941 en Inglewood. Estudió en la New Plymouth GHS y se formó en el Palmerston North Teachers' College y posteriormente en la Universidad de Auckland.

## Trayectoria
Saphira se formó como psicóloga e investigó y escribió sobre temas como el incesto, el abuso sexual infantil, la prostitución, la violación, los derechos de lesbianas y gays y la violencia contra las mujeres. Trabajó con delincuentes sexuales y apoyó a mujeres encarceladas. En la década de 1970, Saphira se convirtió en miembro de la revista feminista Broadsheet. Su libro de 1981 "El abuso sexual infantil" se convirtió en una obra importante para las personas que trabajan tanto con niños como con delincuentes. Saphira completó un doctorado titulado La comprensión de los niños sobre la orientación sexual en la Universidad de Auckland en 1990.
Saphira fundó el Museo Charlotte en 2007, el único museo sobre cultura lésbica de Nueva Zelanda. La necesidad del museo se hizo evidente para Saphira cuando intentó donar objetos a los Archivos de Lesbianas y Gays de Nueva Zelanda, que no pudieron aceptar. El museo lleva el nombre de dos miembros del Comité del Club KG que fallecieron en la época de la fundación del museo, Charlotte Prime y Charlotte Smith.  El museo organizó una exposición pop-up dedicada a Saphira en abril de 2024, cuando se retiró por motivos de salud de sus cargos de secretaria de la junta y fideicomisaria. Saphira fue fideicomisaria fundadora de la New Zealand Aids Foundation (actualmente Burnett Foundation Aotearoa) y cosecretaria general de la International Lesbian and Gay Association.

## Premios y honores
Saphira recibió la Medalla Conmemorativa de 1990 de Nueva Zelanda y la Medalla del Centenario del Sufragio de Nueva Zelanda en 1993.
En las condecoraciones del Cumpleaños de la Reina y del Jubileo de Platino de 2022, Saphira fue nombrada Compañera de la Orden del Mérito de Nueva Zelanda por sus servicios a la comunidad LGBTQIA+.

## Obras seleccionadas
- Saphira, Miriam (1978). I ask of you. M. Jackson. OCLC 153846438.
- Saphira, Miriam (1992). Stopping child abuse: how do we bring up New Zealand children to be non-offenders?. Auckland N. Z.: Penguin. ISBN 0140166971.
- Marno, Fran; Saphira, Miriam (1996). Beyond the straight and narrow: prints and paintings by Miriam Saphira. Auckland, N.Z.: Papers Inc.
- Saphira, Miriam (1997). A man's man: a daughter's story (1st edición). Auckland, N.Z.: Papers Inc.
- Saphira, Miriam (1981). The sexual abuse of children. Auckland, N.Z.: Mental Health Foundation.